# Borissovskoïe (Oblast de Vladimir)
Borissovskoïe (en russe : Бори́совское, Borissovskoïe) est un village de l'oblast de Vladimir, en Russie. Il est situé dans le raïon de Souzdal, à 16 km au nord-est de Vladimir. Sa population s'élevait à 576 habitants en 2021, et il est rattaché à la municipalité de Pavslovskoïe.

## Géographie
Le village de Borissovskoïe se situe au sein du raïon de Souzdal de l'oblast de Vladimir, dans l'Anneau d'or, vaste région agricole, culturelle et historique. Le village se situe à 16 km au nord-est de Vladimir, à 17 km au sud de Souzdal, et à 186 km au nord-est de Moscou. Au sein de l'anneau d'or, il est dans l'Opolié, région historique et culturelle du nord de l'oblast de Vladimir.

Le village est rattaché à la municipalité de Pavslovskoïe, et est à 5 km au sud du chef-lieu de la municipalité. Le village se situe dans une grande plaine fertile et vallonnée, dans le bassin de la rivière Nerl. La rivière Pokoliaïka, un de ses affluents, traverse le village. Cette dernière forme même un petit lac à cause d'un petit barrage artificiel situé à la sortie du village.
| Vypovo    | Pavlovskoïe   | Oulovo     |
| Broutovo  | Borissovskoïe | Poretskoïe |
| Kissarovo | Novoïe        | Oslavskoïe |

## Histoire

### Jusqu'à 1721
La date de fondation du village est incertaine, mais on sait que le village a bénéficié de la route commerciale entre Vladimir et Iaroslavl qui passait non loin du village. Pendant l'invasion mongole de la Rus' de Kiev au XIIe siècle, ces lieux furent dévastés par les conquérants.
Le village est mentionné pour la première fois en 1328 dans la charte de Ivan Ier Kalita à son fils où il est dit qu'il lègue « à son fils Siméon [...], le village de Borissovskoïe ».
En 1515, Vassili II accorde le village à la cathédrale Saint-Dimitri de Vladimir. Le village doit donner chaque année les récoltes de 2 tchets de seigle, d'un tchet de blé, du sel et du bois à la cathédrale.
Pendant le règne de Michel Ier, celui-ci a octroyé le village au couvent de l'Ascension (ru) situé à Moscou. Ce couvent gardera le village jusqu'à la réforme de sécularisation de 1764 (ru) menée par Catherine II qui a supprimé les terres monastiques au profit de l'État.

### De l'Empire à la fédération de Russie
En 1778, l'ouïezd de Vladimir (en) est créé, et le village y est rattaché. En 1796, l'ouïezd devient une division du gouvernement de Vladimir. L'ouïezd était subdivisé en volostsn dont l'un était celui de Borissovskoïe.
À partir du milieu du XIXe siècle, la fertilité des terres a baissé, entraînant le développement de l'Otkhodnitchestvo (ru), pratique des paysans consistant à quitter le village une partie de l'année pour travailler en ville (Vladimir, Iaroslavl ou Moscou par exemple). En conséquence, l'artisanat s'est aussi développé dans le village, se détournant ainsi progressivement de l'agriculture. En 1895 par exemple, sur 744 hommes, 280 adultes ou adolescents masculins sont partis travailler en ville, surtout à Moscou. Ils partaient surtout après Pâques pour revenir le jour de la Mitrovdan.
Cet artisanat a aussi permis le début de l'alphabétisation dans le village. D'ailleurs en 1869, une école, payée par un mécène, fut construite dans le village, pouvant accueillir jusqu'à 130 élèves. Ce fut ensuite le Zemstvo qui en reprit sa gestion. Cela a aussi permis l'alphabétisation des jeunes d'autres villages alentour, comme de Poretski ou de Souvortski.
Le 17 février 1900 (1er mars dans le calendrier grégorien), un hôpital de 40 lits fut ouvert dans le village, avec de plus la construction d'une pharmacie et d'un cabinet médical extérieur. La même année, un bureau de poste et une banque s'installèrent à Borissovskoïe.
En 1929, le volost fut dissout, et Borissov devenu directement sous la gestion de l'ouïezd de Vladimir. L'année suivante, un kolkhoze fut ouvert dans le village.
Les autorités soviétiques tentèrent de fermer l'église Saint-Basile en 1928, mais les villageois réussirent à éviter une fermeture. Cependant, en 1937, les autorités arrivèrent à la fermer, après quoi l'église fut pillée et profanée. Cependant, les cloches historiques furent transférées au monastère du Sauveur-Saint-Euthyme à Souzdal, évitant leur destruction.
Mais, dès 1930, l'église devint un lieu de stockage pour le kolkhoze, sans l'autorisation du clergé. En 1932, il n'y avait plus de prêtre car les autorités intimidèrent tous les candidats à la succession de l'ancien prêtre. En 1933, l'église fut dissoute (c'est-à-dire l'association locale gérant l'édifice), mais la fermeture de l'édifice intervint seulement 4 ans plus tard.
En octobre 1968, l'église reçut le statut d'objet patrimonial culturel, et elle fut rénovée pour les Jeux olympiques de Moscou car elle était visible depuis la route touristique (la R132). Ce n'est qu'en 1991 qu'elle fut rouverte lorsque l'État transféra la propriété de celle-ci à l'Église. En 1999, la paroisse du village fut recréée.
En 2006, le village est intégré à la municipalité de Pavlovskoïe.
En 2013, l'église subit un incendie endommageant les murs et l'intérieur du temple.

## Population et société

### Démographie
Le village a subi l'exode rural pendant le XXe siècle, mais il s'est arrêté au début du XXIe siècle, la population du village s'étant stabilisée. En 2010, le village était peuplé de 646 habitants, dont 296 hommes (45,8 %) et 350 femmes (54,2 %).
Recensements de la population,,,,,,:
| 1859  | 1897* | 1905  | 1926* |
| ----- | ----- | ----- | ----- |
| 1 264 | 1 430 | 1 838 | 1 667 |

| 2002* | 2010* | 2021* | - |
| ----- | ----- | ----- | - |
| 641   | 646   | 576   | - |

### Culture
Une école primaire existe dans le village de Borissovskoïe. Cette école fut ouverte en 1869, d'abord aux frais d'un mécène puis après avec l'aide du Zemstvo.
Plusieurs églises existent dans le village, parmi lesquelles se trouve celle de Saint-Basile le Grand, mentionnée pour la première fois en même temps que le village en 1328. L'église était alors en bois, et côtoyait une église et une chapelle, mais qui furent elles détruites dans un incendie. En 1835, l'église, qui était alors en bois, fut remplacée par un édifice en pierre toujours existant. En 1912, des peintures furent achevées pour décorer l'église. L'église fut fermée en 1937, et restituée à l'Église seulement en 1991. Il y a deux autels, l'un dédié à saint Basile-le-Grand, l'autre à saint Nicolas le Merveilleux.
Outre cette église, il y a la petite église Saint-Victor, en l'honneur de Victor de Chalcédoine (ru) et la petite église Pavel, dédiée à un ancien évêque de Souzdal du XIXe siècle.

## Économie et transport
L'économie du village est principalement tournée sur l'agriculture et l'élevage. Deux entreprises, dont l'une héritière du kolkhoze de l'ère soviétique, fonctionnent dans le village. La première est principalement agricole tandis que la seconde est tournée vers l'élevage de vaches laitières. Il y a aussi un hôtel dans le village, le village se trouvant dans une région touristique tout en étant peu éloigné des centres urbains de la région. Sinon, une entreprise de production de farine et une autre de briques sont actives dans le village.

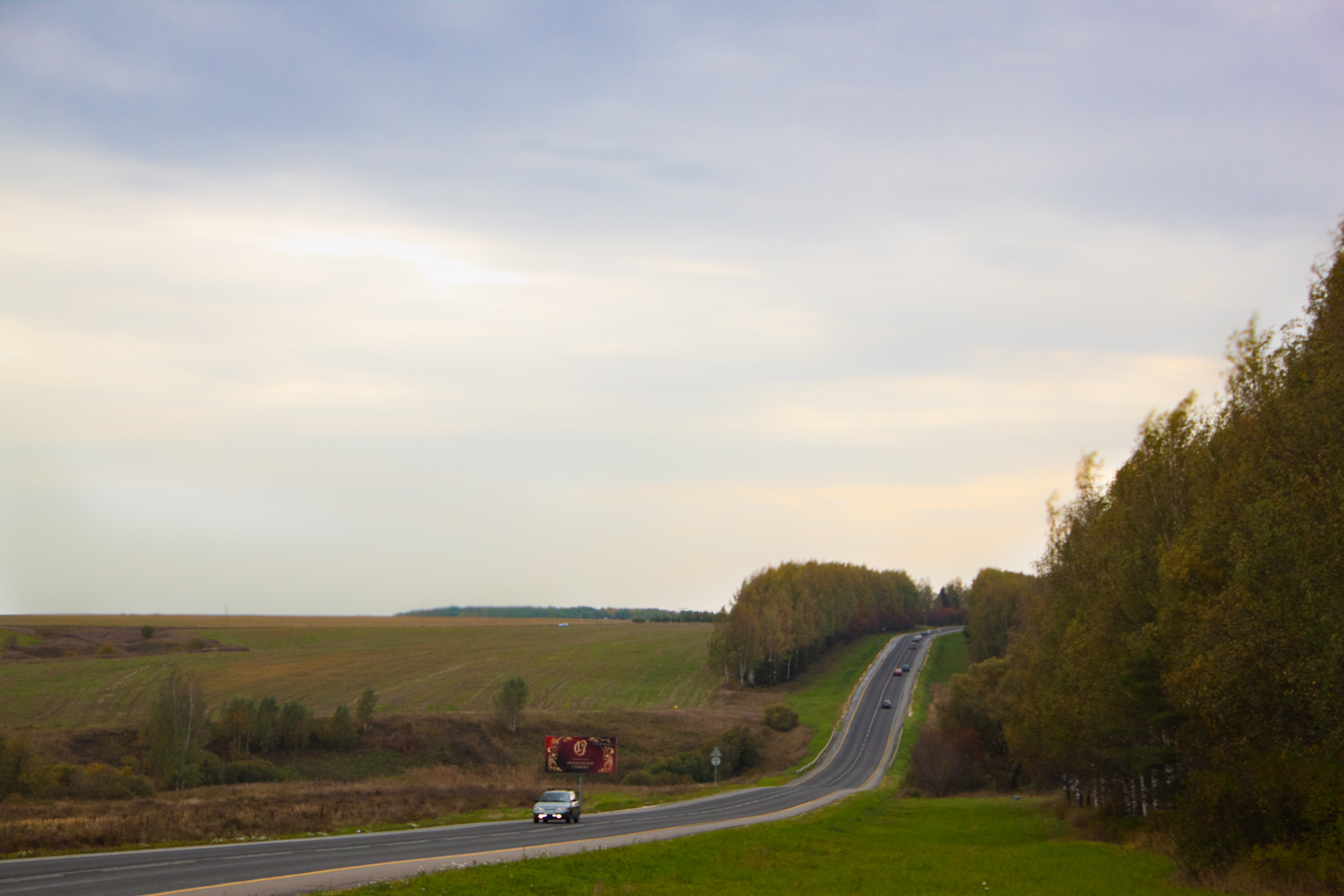
La R132 juste à côté du village.

Le village est traversé par la route régionale 17N-72, allant de la R132 à Mordych et prolongée par une autre vers Voskressenskaïa Slobodka. Juste à l'ouest du village passe aussi la R132, route fédérale menant ici soit vers Vladimir au sud, soit vers Souzdal et Iaroslavl au nord.
En direction de Moscou, il faut 32 km depuis Borissovskoïe pour rejoindre la route fédérale M7 ou l'autoroute M12. Des chemins de terre vont du village vers d'autres petits villages.
Quant aux transports en commun, la ligne 157 dessert le village sur sa route de Mordych à la gare routière de Vladimir. De plus, un arrêt installé sur la R132 permet la desserte du village par de nombreuses lignes régionales (dont la ligne 159 Vladimir - Souzdal et la 502 Vladimir - Ivanovo).

## Galerie

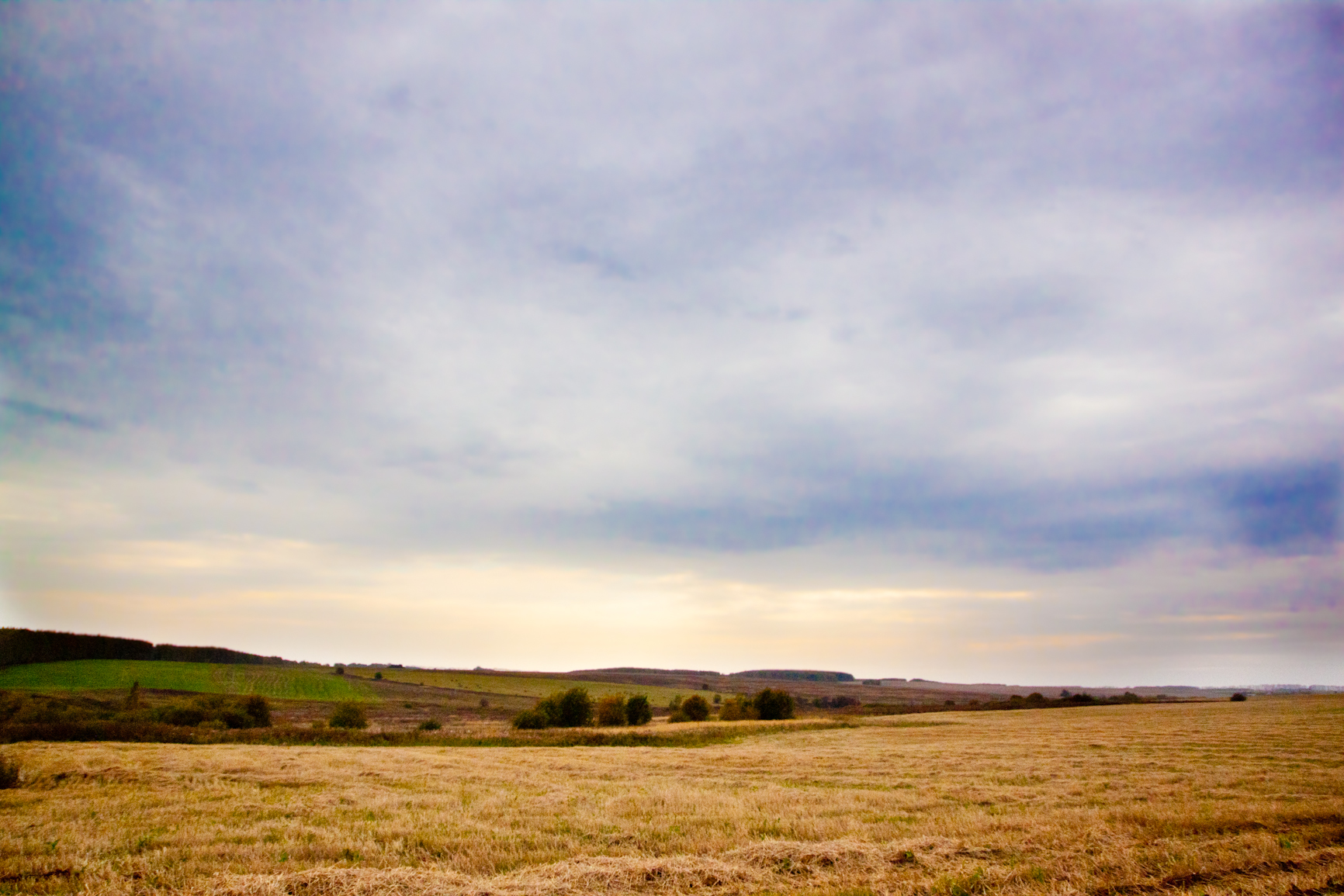
Champs autour du village.
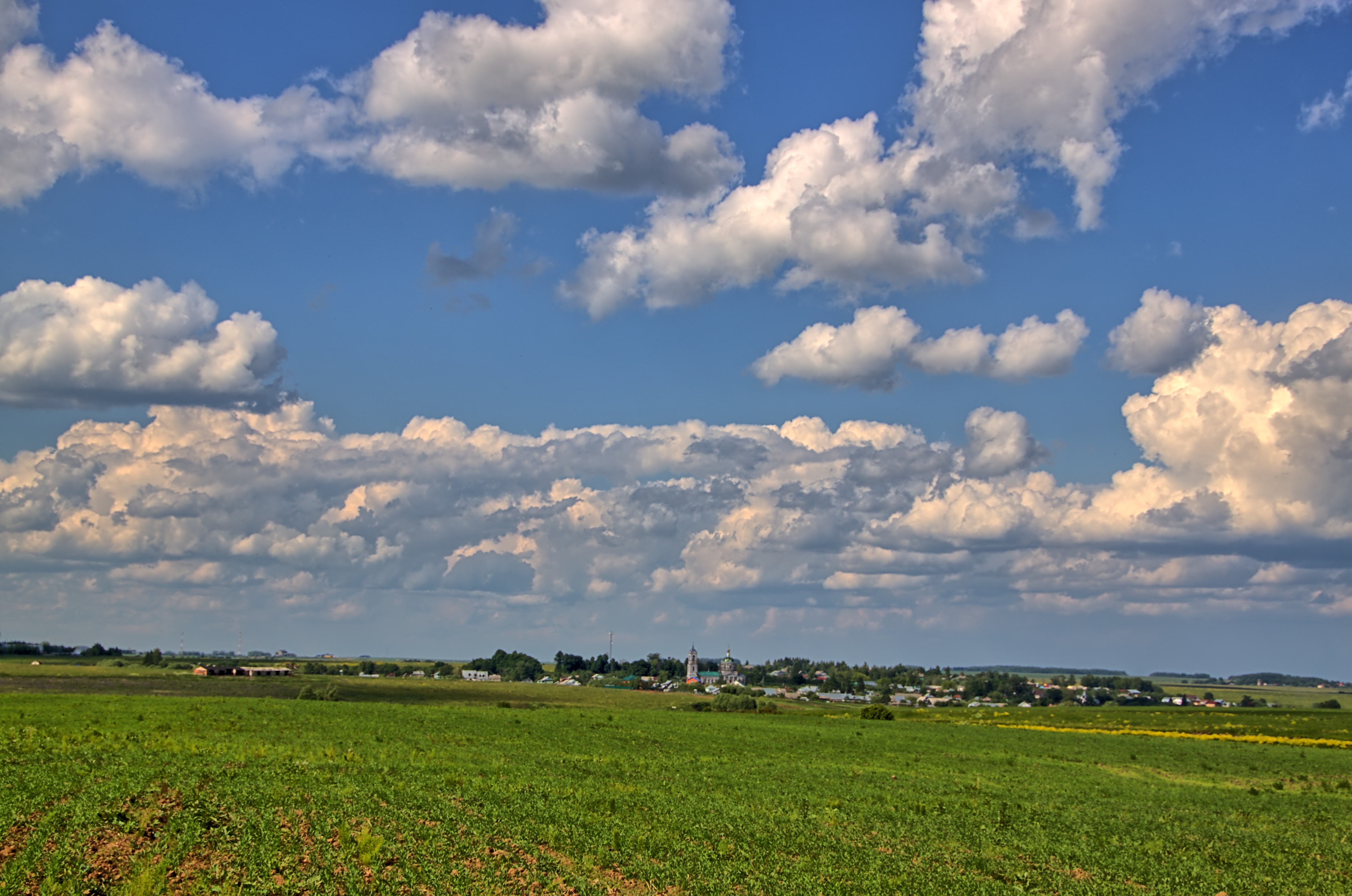
Vue du village.